# گورستان شهر سمام
گورستان شهر سمام در شهرستان املش، بخش رانکوه، روستای شهر سمام واقع شده و این اثر در تاریخ ۲۷ بهمن ۱۳۸۲ با شمارهٔ ثبت ۱۰۹۶۴ به‌عنوان یکی از آثار ملی ایران به ثبت رسیده است.